# Rome in de middeleeuwen
De geschiedenis van Rome in de middeleeuwen kent een zeer turbulent begin en bestrijkt de periode van ongeveer 553 (sommige plaatsen het begin soms ook in 476) tot 1420 (het begin van de renaissance in Rome).

## Barbaarse en Byzantijnse heerschappij
In 476 werd de laatste West-Romeinse keizer Romulus Augustus, een marionet (zoals bijna alle keizers van deze periode) in de handen van een generaal, zijn vader Flavius Orestes, door een rel van de barbaarse troepen geleid door Odoaker afgezet en verbannen naar Napels (Castel dell'Ovo). De val van het West-Romeinse Rijk had maar weinig impact op Rome zelf. Odoaker en later de Ostrogoten gingen, zoals de laatste keizers, verder met over Italië te regeren vanuit Ravenna. Ondertussen, hoewel reeds lange tijd al haar bredere bevoegdheden ontnomen, bleef de Senaat Rome verder beheren, terwijl de Paus gewoonlijk uit een senatoriale familie kwam. Dit duurde zo voort totdat de strijdmachten van het Oost-Romeinse Rijk, naar het Westen gestuurd door Justinianus I onder Belisarius, de stad in 536 innamen.
Op 17 december 546 heroverden en plunderden de Ostrogoten onder Totila de stad. De Byzantijnse generaal Belisarius heroverde Rome, maar de Ostrogoten namen ze in 549 terug in. Belisarius werd door Narses vervangen, die Rome voorgoed op de Ostrogoten heroverde in 552, aldus de Gotische Oorlog beëindigend, die een groot deel van Italië in woestenij hadden achtergelaten. De aanhoudende oorlog rond Rome in de jaren 530 en 540 liet de stad in een staat van bouwvalligheid achter — haast verlaten en troosteloos met een groot deel van zijn omgeving vervallen tot een ongezond moeras. De aquaducten werden nooit hersteld en dit leidde tot een uitgedunde bevolking van minder dan 50.000 personen, geconcentreerd in de buurt van de Tiber en rond de Campus Martius. Er bestaat een legende, die duidelijk niet meer is dan een legende, dat er zelfs een moment was waarop er niemand nog woonde in Rome.

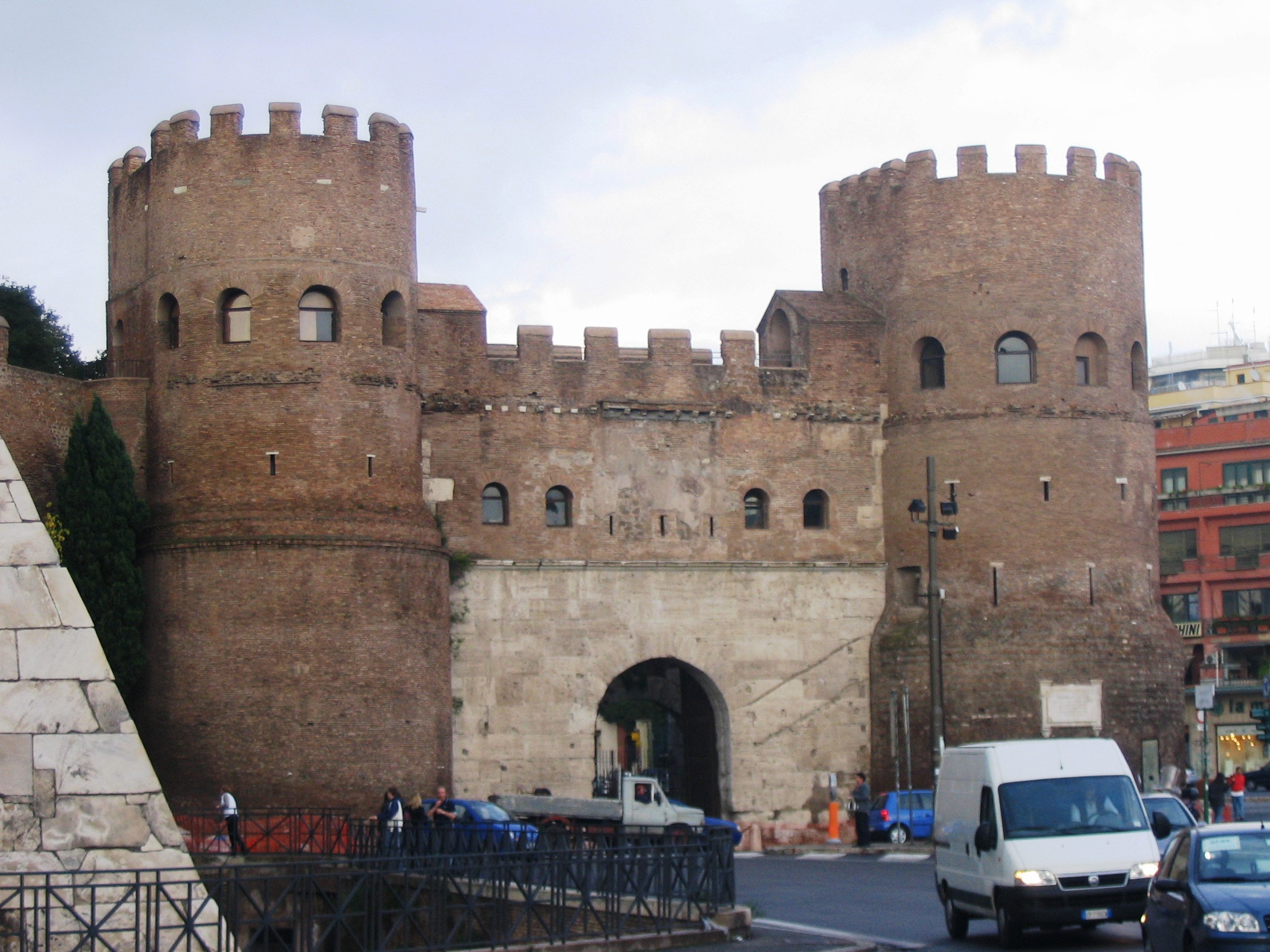
Gedurende de Gotische Oorlog (6e eeuw) werd Rome verscheidene keren belegerd door Byzantijnse en Ostrogotische legers.

De Oost-Romeinse keizer Justinianus I (regeerperiode 527–565) trachtte Rome subsidies voor het onderhoud van publieke gebouwen, aquaducten en bruggen toe te kennen — hoewel deze, voornamelijk afkomstig uit een door de recente oorlogen dramatisch verarmd Italië, niet altijd voldoende waren. Hij presenteerde zichzelf ook als de patroon van de overgebleven geleerden, redenaars, dokters en advocaten in de openlijke hoop dat uiteindelijk meer jongeren een betere opvoeding zouden vinden. Na de oorlogen werd de Senaat in theorie in ere hersteld, maar onder het toezicht van een praefectus en andere beambten aangesteld door, en verantwoording verschuldigd aan, de Byzantijnse autoriteiten te Ravenna.

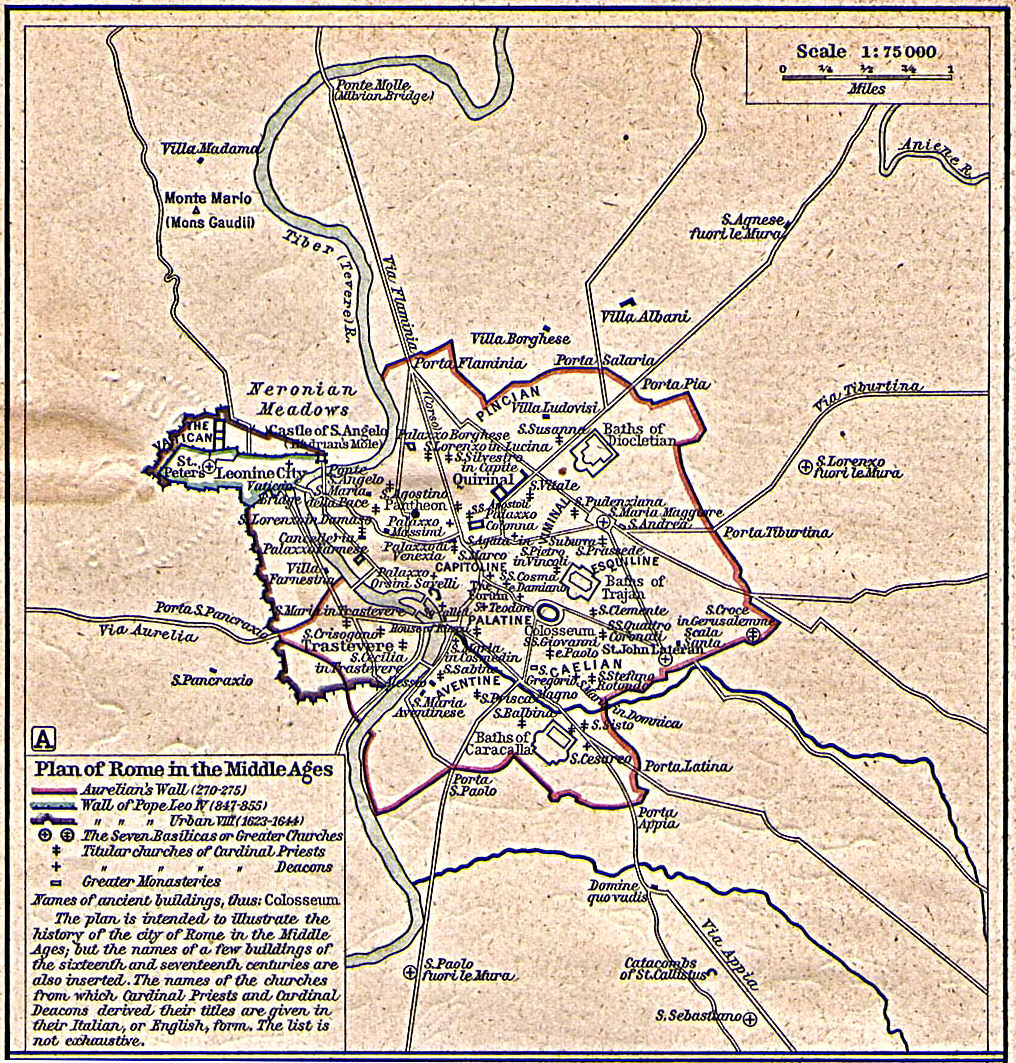
Kaart van Rome in de middeleeuwen.

De Paus, inmiddels een van de leidende godsdienstige figuren in het gehele Byzantijnse Rijk, was in de praktijk machtiger op lokaal gebied dan de resterende senatoren of plaatselijke Byzantijnse beambten. In de praktijk viel de lokale macht in Rome aan de Paus toe en, over de volgende decennia, werden zowel het meeste van het overgebleven bezit van de senatoriale aristocratie als het lokale Byzantijnse bestuur in Rome door de Kerk overgenomen.
Het bewind van de neef en opvolger van Justinianus Justinus II (565–578) werd vanuit Italiaans oogpunt door de invasie van de Lombarden onder Alboin (568) gekenmerkt. Door de regio's Benevento, Lombardije, Piëmont, Spoleto en Toscane in te nemen, beperkten ze in de praktijk de keizerlijke autoriteit tot kleine enclaves rondom een aantal kuststeden, waaronder Ravenna, Napels, Rome en het gebied van het toekomstige Venetië. De enige inlandse stad die onder Byzantijnse controle bleef was Perugia, die voor een vaak bedreigde landroute tussen Rome en Ravenna zorgde. In 578 en opnieuw in 580, moest de Senaat, in zijn laatste opgenomen handelingen, om de steun van Tiberius I Constantijn (578–582) vragen tegen de naderende Lombardische hertogen, Faroald I van Spoleto en Zotto van Benevento.

## Ontstaan van de Kerkelijke Staat
Tot aan de tijd van Paus Paus Stefanus II (III) was er een gestaag slinken van de Byzantijnse invloedssfeer door toedoen van de Lombarden. Deze paus riep in 754 de hulp van de Frankische koning Pepijn de Korte in om de binnenvallende Longobarden-koning Aistulf af te slaan. Pepijn heroverde de bezette gebieden en schonk ze geheel aan de paus (Pepijnse Schenking), daarmee de aanspraken van het Byzantijnse Rijk op het voorheen door hen geregeerde Italië negerend. De paus werd hiermee heerser over Ravenna, de Pentapolis en de regio rondom Rome waarna de verdere geschiedenis van Rome tot aan de nieuwe tijd grotendeels samenvalt met die van de Kerkelijke Staat.

## Referentie
- Engelstalige Wikipedia: artikel History of Rome: Verschillende Auteurs (edd.), art. History of Rome, en.Wikipedia.org (2003-2007).